# Asterina phoebeicola
Asterina phoebeicola är en svampart som beskrevs av B. Song, T.H. Li & Hosag. 2003. Asterina phoebeicola ingår i släktet Asterina och familjen Asterinaceae.   Inga underarter finns listade i Catalogue of Life.